# Paul Kolbe
Paul Karl Kolbe (* 26. August 1848 in Halberstadt; † 14. Februar 1933 in Berlin) war ein deutscher Militärschriftsteller.

## Leben

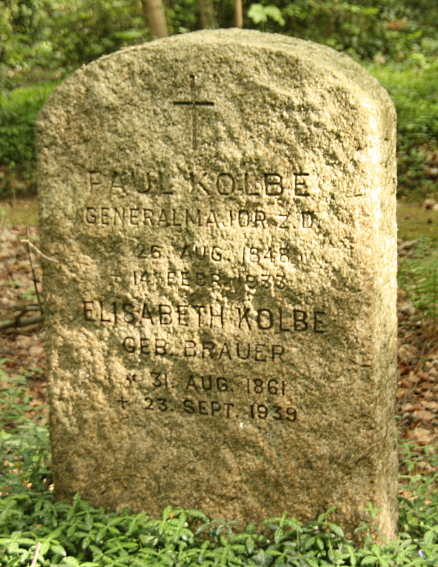
Grab auf dem Südwestkirchhof Stahnsdorf

Nach Besuch der Deutschen Schule der Franckeschen Stiftungen in Halle und des Realgymnasiums in Potsdam begann er seine militärische Laufbahn 1868 beim Feldartillerie-Regiment Nr. 4 in Magdeburg. 1870/71 nahm er am Deutsch-Französischen Krieg teil (u. a. bei der Belagerung von Paris). 1878/79 absolvierte er die Kriegsakademie. 1899 wurde er als Regimentskommandeur in Saarlouis-Saarbrücken wirksam, nahm aber 1903 seinen Abschied. Von 1914 bis 1918 nahm er als Oberst und Inspekteur der Ersatz-Abteilung der Feldartillerie des III. Armeekorps am Ersten Weltkrieg teil. Seine Verabschiedung erfolgt als Generalmajor z.D.
Als Schriftsteller verfasste er eine Reihe militärhistorischer Publikationen. Ab 1883 war er mit Elisabeth Brauer († 1939) verheiratet.
Seine letzte Ruhestätte befindet sich auf dem Südwestkirchhof Stahnsdorf.

## Schriften
- Das französische Generalstabswerk über den Krieg 1870/71. Wahres und Falsches. H.1–13. Leipzig 1903–1914. (mit Eduard von Schmid)
- Der russisch-japanische Krieg in den Jahren 1904 und 1905, Leipzig 1906
- Unsere Helden in Südwestafrika. I. Die Kämpfe mit den Hereros. II. Die Kämpfe mit den Hottentotten. III. Die Niederwerfung der Hottentotten, Leipzig 1907
- Joachim Nettelbeck. Eine kurze Lebensbeschreibung, Leipzig 1907
- Fürst Blücher. Eine kurze Lebensbeschreibung, Leipzig 1907. (= Militärische Charakterbilder H.1)
- Geländedarstellung und Kartenlesen: Wie findet sich der Tourist im Gelände zurecht? Leipzig 1907; 2.A. Leipzig 1910
- Schill und Lützow. Zwei wackere Männer aus schwerer Zeit, Leipzig 1908
- Kriegshelden. Drei Lebensbilder grosser Männer aus schwerer Zeit. [Blücher, Nettelbeck, Seydlitz]. Leipzig 1910